# Élections cantonales de 2011 en Savoie
Les élections cantonales ont eu lieu les 20 et 27 mars 2011.

## Contexte départemental
La majorité du conseil général (droite) est regroupée au sein de l'Union pour la Savoie, tandis que l'opposition de gauche a pris le nom de Savoie pour tous. Lors de ces élections, des candidats centristes se présentent sous l'étiquette ACIS, Alliance pour un Centre Indépendant pour la Savoie, une première depuis 1982.

### Assemblée départementale sortante
Avant les élections, le conseil général de la Savoie est présidé par Hervé Gaymard (UMP). Il comprend 37 conseillers généraux issus des 37 cantons de la Savoie ; 19 d'entre eux sont renouvelables lors de ces élections.
| Parti                                       | Sigle | Élus |
| ------------------------------------------- | ----- | ---- |
| Majorité (21 sièges)                        |       |      |
| Union pour un mouvement populaire           | UMP   | 10   |
| Divers droite                               | DVD   | 9    |
| Mouvement démocrate                         | MoDem | 1    |
| Centre national des indépendants et paysans | CNIP  | 1    |
| Opposition (16 sièges)                      |       |      |
| Divers gauche                               | DVG   | 7    |
| Parti socialiste                            | PS    | 6    |
| Parti communiste français                   | PCF   | 1    |
| Parti radical de gauche                     | PRG   | 1    |
| Europe Écologie Les Verts                   | EELV  | 1    |
| Président du conseil général                |       |      |
| Hervé Gaymard (UMP)                         |       |      |

## Résultats à l'échelle du département

### Résultats en nombre de sièges
| Parti | Sièges mis en jeu | Élus | Évolution |
| ----- | ----------------- | ---- | --------- |
| DVD   | 6                 | 4    | -2        |
| UMP   | 3                 | 3    | 0         |
| CNIP  | 1                 | 0    | -1        |
| PS    | 5                 | 6    | +1        |
| DVG   | 4                 | 4    | 0         |
| EELV  | 0                 | 1    | +1        |
| PG    | 0                 | 1    | +1        |

### Assemblée départementale à l'issue des élections
| Parti                             | Sigle | Élus |
| --------------------------------- | ----- | ---- |
| Majorité (19 sièges)              |       |      |
| Union pour un mouvement populaire | UMP   | 10   |
| Divers droite                     | DVD   | 5    |
| Sans étiquette                    | SE    | 3    |
| Mouvement démocrate               | MoDem | 1    |
| Opposition (18 sièges)            |       |      |
| Parti socialiste                  | PS    | 7    |
| Divers gauche                     | DVG   | 6    |
| Europe Écologie Les Verts         | EELV  | 2    |
| Parti communiste français         | PCF   | 1    |
| Parti de gauche                   | PG    | 1    |
| Parti radical de gauche           | PRG   | 1    |
| Président du conseil général      |       |      |
| Hervé Gaymard (UMP)               |       |      |

## Résultats par canton

### Canton d'Aix-les-Bains-Centre
| Candidats      | Candidats            | Étiquette      | Premier tour | Premier tour | Second tour | Second tour |
| Candidats      | Candidats            | Étiquette      | Voix         | %            | Voix        | %           |
| -------------- | -------------------- | -------------- | ------------ | ------------ | ----------- | ----------- |
|                | Jean-Claude Loiseau* | UMP            | 1 390        | 31,92        | 2 587       | 65,28       |
|                | Roger Rolle          | FN             | 872          | 20,02        | 1 376       | 34,72       |
|                | Christian Serra      | DVG            | 731          | 16,79        |             |             |
|                | Yves Peutot          | EÉLV           | 509          | 11,69        |             |             |
|                | Marina Ferrari       | MoDem          | 351          | 8,06         |             |             |
|                | Thibaut Guigue       | SE             | 195          | 4,48         |             |             |
|                | Françoise Lavorel    | FG (PCF)       | 174          | 4,00         |             |             |
|                | Jean-François Portay | DVD            | 133          | 3,05         |             |             |
|                |                      |                |              |              |             |             |
| Inscrits       | Inscrits             | Inscrits       | 11 938       | 100,00       | 11 938      | 100,00      |
| Abstentions    | Abstentions          | Abstentions    | 7 494        | 62,79        | 7 409       | 62,07       |
| Votants        | Votants              | Votants        | 4 444        | 37,21        | 4 529       | 37,93       |
| Blancs et nuls | Blancs et nuls       | Blancs et nuls | 89           | 2,00         | 566         | 12,5        |
| Exprimés       | Exprimés             | Exprimés       | 4 355        | 98,00        | 3 963       | 87,50       |

*sortant

### Canton d'Aix-les-Bains-Nord-Grésy
| Candidats      | Candidats        | Étiquette      | Premier tour | Premier tour | Second tour | Second tour |
| Candidats      | Candidats        | Étiquette      | Voix         | %            | Voix        | %           |
| -------------- | ---------------- | -------------- | ------------ | ------------ | ----------- | ----------- |
|                | Robert Clerc*    | DVD            | 1 984        | 41,04        | 3 161       | 69,59       |
|                | Gérard Collado   | FN             | 1 040        | 21,51        | 1 381       | 30,41       |
|                | Fatiha Brunetti  | PS             | 790          | 16,34        |             |             |
|                | Michel Trouillet | EÉLV           | 757          | 15,66        |             |             |
|                | Yann Del Rio     | FG (PCF)       | 189          | 3,91         |             |             |
|                | Pierre Herbin    | POI            | 74           | 1,53         |             |             |
|                |                  |                |              |              |             |             |
| Inscrits       | Inscrits         | Inscrits       | 12 018       | 100,00       | 12 018      | 100,00      |
| Abstentions    | Abstentions      | Abstentions    | 7 087        | 58,97        | 7 015       | 58,38       |
| Votants        | Votants          | Votants        | 4 931        | 41,03        | 5 003       | 41,62       |
| Blancs et nuls | Blancs et nuls   | Blancs et nuls | 97           | 1,97         | 461         | 9,22        |
| Exprimés       | Exprimés         | Exprimés       | 4 834        | 98,03        | 4 542       | 90,78       |

*sortant

### Canton d'Aix-les-Bains-Sud
| Candidats      | Candidats           | Étiquette      | Premier tour | Premier tour | Second tour | Second tour |
| Candidats      | Candidats           | Étiquette      | Voix         | %            | Voix        | %           |
| -------------- | ------------------- | -------------- | ------------ | ------------ | ----------- | ----------- |
|                | Jean-Louis Sarzier* | DVG            | 1 356        | 27,57        | 2 834       | 58,53       |
|                | Sylvie Cochet       | UMP            | 1 168        | 23,75        | 2 008       | 41,47       |
|                | Jean Rosset         | FN             | 904          | 18,38        |             |             |
|                | Philippe Morel      | EÉLV           | 794          | 16,14        |             |             |
|                | Corinne Casanova    | DVD            | 442          | 8,99         |             |             |
|                | Brigitte Andreys    | FG (PCF)       | 254          | 5,16         |             |             |
|                |                     |                |              |              |             |             |
| Inscrits       | Inscrits            | Inscrits       | 12 969       | 100,00       | 12 970      | 100,00      |
| Abstentions    | Abstentions         | Abstentions    | 7 924        | 61,10        | 7 747       | 59,74       |
| Votants        | Votants             | Votants        | 5 045        | 38,90        | 5 223       | 40,26       |
| Blancs et nuls | Blancs et nuls      | Blancs et nuls | 127          | 2,52         | 381         | 7,30        |
| Exprimés       | Exprimés            | Exprimés       | 4 918        | 97,48        | 4 842       | 92,70       |

*sortant

### Canton d'Albertville-Nord
| Candidats      | Candidats               | Étiquette      | Premier tour | Premier tour | Second tour | Second tour |
| Candidats      | Candidats               | Étiquette      | Voix         | %            | Voix        | %           |
| -------------- | ----------------------- | -------------- | ------------ | ------------ | ----------- | ----------- |
|                | François Rieu*          | PS             | 1 269        | 31,07        | 2 362       | 59,24       |
|                | Florian Bailly          | UMP            | 847          | 20,74        | 1 625       | 40,76       |
|                | Roger Bertin            | FN             | 820          | 20,08        |             |             |
|                | Bernard Joguet-Recordon | EÉLV           | 469          | 11,48        |             |             |
|                | Jean-François Brugnon   | DVD            | 395          | 9,67         |             |             |
|                | Michaël Juliano         | FG (PCF)       | 222          | 5,44         |             |             |
|                | Nathalie Bourrier       | NPA            | 62           | 1,52         |             |             |
|                |                         |                |              |              |             |             |
| Inscrits       | Inscrits                | Inscrits       | 10 138       | 100,00       | 10 135      | 100,00      |
| Abstentions    | Abstentions             | Abstentions    | 5 971        | 58,90        | 5 876       | 57,98       |
| Votants        | Votants                 | Votants        | 4 167        | 41,10        | 4 259       | 42,02       |
| Blancs et nuls | Blancs et nuls          | Blancs et nuls | 83           | 1,99         | 272         | 6,39        |
| Exprimés       | Exprimés                | Exprimés       | 4 084        | 98,01        | 3 987       | 93,61       |

*sortant

### Canton d'Albertville-Sud
| Candidats      | Candidats         | Étiquette      | Premier tour | Premier tour | Second tour | Second tour |
| Candidats      | Candidats         | Étiquette      | Voix         | %            | Voix        | %           |
| -------------- | ----------------- | -------------- | ------------ | ------------ | ----------- | ----------- |
|                | Pierre Loubet     | PS             | 1 292        | 26,84        | 3 260       | 64,01       |
|                | Jean-Marie Garcin | FN             | 1 202        | 24,97        | 1 833       | 35,99       |
|                | Béatrice Busillet | UMP            | 728          | 15,13        |             |             |
|                | Philippe Perrier  | FG (PCF)       | 721          | 14,98        |             |             |
|                | Claudie Léger     | EÉLV           | 588          | 12,22        |             |             |
|                | Alain Marçais     | MoDem          | 189          | 3,93         |             |             |
|                | Fabrice Colliard  | NPA            | 93           | 1,93         |             |             |
|                |                   |                |              |              |             |             |
| Inscrits       | Inscrits          | Inscrits       | 12 822       | 100,00       | 12 822      | 100,00      |
| Abstentions    | Abstentions       | Abstentions    | 7 880        | 61,46        | 7 350       | 57,3        |
| Votants        | Votants           | Votants        | 4 942        | 38,54        | 5 472       | 42,70       |
| Blancs et nuls | Blancs et nuls    | Blancs et nuls | 129          | 2,61         | 379         | 6,98        |
| Exprimés       | Exprimés          | Exprimés       | 4 813        | 97,39        | 5 093       | 93,02       |

### Canton de Bourg-Saint-Maurice
| Candidats      | Candidats          | Étiquette      | Premier tour | Premier tour | Second tour | Second tour |
| Candidats      | Candidats          | Étiquette      | Voix         | %            | Voix        | %           |
| -------------- | ------------------ | -------------- | ------------ | ------------ | ----------- | ----------- |
|                | Daniel Payot       | DVD            | 1 402        | 34,05        | 1 948       | 44,25       |
|                | Eric Minoret       | SE             | 1 303        | 31,64        | 2 454       | 55,75       |
|                | Mathieu Fournet    | PS             | 601          | 14,59        |             |             |
|                | Michèle Champeaux  | FN             | 520          | 12,63        |             |             |
|                | Jocelyne Herbinski | FG (PCF)       | 292          | 7,09         |             |             |
|                |                    |                |              |              |             |             |
| Inscrits       | Inscrits           | Inscrits       | 11 438       | 100,00       | 11 438      | 100,00      |
| Abstentions    | Abstentions        | Abstentions    | 7 160        | 62,60        | 6 674       | 58,35       |
| Votants        | Votants            | Votants        | 4 278        | 37,40        | 4 764       | 41,65       |
| Blancs et nuls | Blancs et nuls     | Blancs et nuls | 160          | 3,74         | 362         | 7,60        |
| Exprimés       | Exprimés           | Exprimés       | 4 118        | 96,26        | 4 402       | 92,40       |

### Canton de Bozel
| Candidats      | Candidats        | Étiquette      | Premier tour | Premier tour |
| Candidats      | Candidats        | Étiquette      | Voix         | %            |
| -------------- | ---------------- | -------------- | ------------ | ------------ |
|                | Vincent Rolland* | UMP            | 1 910        | 64,68        |
|                | Yves Paccalet    | EÉLV           | 522          | 17,68        |
|                | Dominique Machet | PS             | 268          | 9,08         |
|                | Serge Rolland    | FG (PCF)       | 253          | 8,57         |
|                |                  |                |              |              |
| Inscrits       | Inscrits         | Inscrits       | 7 505        | 100,00       |
| Abstentions    | Abstentions      | Abstentions    | 4 461        | 59,44        |
| Votants        | Votants          | Votants        | 3 044        | 40,56        |
| Blancs et nuls | Blancs et nuls   | Blancs et nuls | 91           | 2,99         |
| Exprimés       | Exprimés         | Exprimés       | 2 953        | 97,01        |

*sortant

### Canton de Chambéry-Nord
| Candidats      | Candidats         | Étiquette      | Premier tour | Premier tour | Second tour | Second tour |
| Candidats      | Candidats         | Étiquette      | Voix         | %            | Voix        | %           |
| -------------- | ----------------- | -------------- | ------------ | ------------ | ----------- | ----------- |
|                | Thierry Repentin* | PS             | 1 051        | 34,55        | 2 271       | 71,28       |
|                | Joëlle Regairaz   | FN             | 602          | 19,79        | 915         | 28,71       |
|                | Marc Pascal       | EÉLV           | 457          | 15,02        |             |             |
|                | Djamel Keriche    | LGM            | 407          | 13,38        |             |             |
|                | Eric Wilkowsky    | FG (PCF)       | 247          | 8,12         |             |             |
|                | Luc Mantello      | MoDem          | 151          | 4,69         |             |             |
|                | Laurent Ripart    | NPA            | 89           | 2,93         |             |             |
|                | Demetrio Trunfio  | POI            | 38           | 1,25         |             |             |
|                | Francis Colonel   | SE             | 0            | 0,00         |             |             |
|                |                   |                |              |              |             |             |
| Inscrits       | Inscrits          | Inscrits       | 8 657        | 100,00       | 8 657       | 100,00      |
| Abstentions    | Abstentions       | Abstentions    | 5 544        | 64,31        | 5 215       | 60,24       |
| Votants        | Votants           | Votants        | 3 113        | 35,96        | 3 442       | 39,75       |
| Blancs et nuls | Blancs et nuls    | Blancs et nuls | 71           | 2,28         | 256         | 7,44        |
| Exprimés       | Exprimés          | Exprimés       | 3 042        | 97,72        | 3 186       | 92,56       |

*sortant

### Canton de Chambéry-Sud-Ouest
| Candidats      | Candidats        | Étiquette      | Premier tour | Premier tour | Second tour | Second tour |
| Candidats      | Candidats        | Étiquette      | Voix         | %            | Voix        | %           |
| -------------- | ---------------- | -------------- | ------------ | ------------ | ----------- | ----------- |
|                | Colette Bonfils* | PS             | 1 166        | 35,23        | 2 149       | 65,47       |
|                | Corinne Townley  | UMP            | 846          | 25,56        | 1 133       | 34,52       |
|                | Alain Caraco     | EÉLV           | 677          | 20,45        |             |             |
|                | Marianne Rouxin  | FG (FASE)      | 356          | 10,76        |             |             |
|                | Patrick Pendola  | NC             | 160          | 4,83         |             |             |
|                | Emeline Fontaine | NPA            | 105          | 3,17         |             |             |
|                |                  |                |              |              |             |             |
| Inscrits       | Inscrits         | Inscrits       | 9 699        | 100,00       | 9 699       | 100,00      |
| Abstentions    | Abstentions      | Abstentions    | 6 274        | 64,69        | 6 217       | 64,09       |
| Votants        | Votants          | Votants        | 3 425        | 35,31        | 3 482       | 35,90       |
| Blancs et nuls | Blancs et nuls   | Blancs et nuls | 115          | 3,36         | 200         | 5,74        |
| Exprimés       | Exprimés         | Exprimés       | 3 310        | 96,64        | 3 282       | 94,26       |

*sortante

### Canton de Chamoux-sur-Gelon
| Candidats      | Candidats              | Étiquette      | Premier tour | Premier tour | Second tour | Second tour |
| Candidats      | Candidats              | Étiquette      | Voix         | %            | Voix        | %           |
| -------------- | ---------------------- | -------------- | ------------ | ------------ | ----------- | ----------- |
|                | Alexandre Dalla-Mutta* | DVD            | 1 039        | 48,87        | 1 203       | 56,37       |
|                | Bernard Frison         | DVG            | 718          | 33,77        | 931         | 43,63       |
|                | Jean David-Vaudey      | FN             | 202          | 9,50         |             |             |
|                | François Coutin        | EÉLV           | 167          | 7,86         |             |             |
|                |                        |                |              |              |             |             |
| Inscrits       | Inscrits               | Inscrits       | 3 900        | 100,00       | 3 900       | 100,00      |
| Abstentions    | Abstentions            | Abstentions    | 1 735        | 44,49        | 1 694       | 43,44       |
| Votants        | Votants                | Votants        | 2 165        | 55,51        | 2 206       | 56,56       |
| Blancs et nuls | Blancs et nuls         | Blancs et nuls | 39           | 1,80         | 72          | 3,27        |
| Exprimés       | Exprimés               | Exprimés       | 2 126        | 98,20        | 2 134       | 96,73       |

*sortant

### Canton du Châtelard
| Candidats      | Candidats       | Étiquette      | Premier tour | Premier tour |
| Candidats      | Candidats       | Étiquette      | Voix         | %            |
| -------------- | --------------- | -------------- | ------------ | ------------ |
|                | Albert Darvey*  | DVG            | 1 162        | 56,11        |
|                | Philippe Gamen  | DVD            | 405          | 19,56        |
|                | Evelyne Niveaux | FG (PCF)       | 223          | 10,77        |
|                | Rémi Garnier    | FN             | 181          | 8,74         |
|                | Patrice Abeille | LS             | 68           | 3,22         |
|                | Sylvain Rochex  | PPLD           | 32           | 1,55         |
|                |                 |                |              |              |
| Inscrits       | Inscrits        | Inscrits       | 3 890        | 100,00       |
| Abstentions    | Abstentions     | Abstentions    | 1 793        | 46,09        |
| Votants        | Votants         | Votants        | 2 097        | 53,91        |
| Blancs et nuls | Blancs et nuls  | Blancs et nuls | 26           | 1,24         |
| Exprimés       | Exprimés        | Exprimés       | 2 071        | 98,76        |

*sortant

### Canton de Grésy-sur-Isère
| Candidats      | Candidats          | Étiquette      | Premier tour | Premier tour |
| Candidats      | Candidats          | Étiquette      | Voix         | %            |
| -------------- | ------------------ | -------------- | ------------ | ------------ |
|                | André Vairetto*    | PS             | 2 234        | 68,15        |
|                | Danielle Goyet     | UMP            | 452          | 13,79        |
|                | Yannis Bau         | FN             | 408          | 12,45        |
|                | Monique Bertolotti | FG (PCF)       | 184          | 5,61         |
|                |                    |                |              |              |
| Inscrits       | Inscrits           | Inscrits       | 6 257        | 100,00       |
| Abstentions    | Abstentions        | Abstentions    | 2 923        | 46,72        |
| Votants        | Votants            | Votants        | 3 334        | 53,28        |
| Blancs et nuls | Blancs et nuls     | Blancs et nuls | 56           | 1,68         |
| Exprimés       | Exprimés           | Exprimés       | 3 278        | 98,32        |

*sortant

### Canton de La Chambre
| Candidats      | Candidats         | Étiquette      | Premier tour | Premier tour | Second tour | Second tour |
| Candidats      | Candidats         | Étiquette      | Voix         | %            | Voix        | %           |
| -------------- | ----------------- | -------------- | ------------ | ------------ | ----------- | ----------- |
|                | Daniel Dufreney*  | CNIP           | 1 061        | 37,81        | 1 469       | 49,93       |
|                | Jean-Louis Portaz | FG (PG)        | 796          | 28,37        | 1 473       | 50,07       |
|                | Jérôme Dupraz     | FN             | 353          | 12,58        |             |             |
|                | Philippe Bost     | SE             | 596          | 21,24        |             |             |
|                |                   |                |              |              |             |             |
| Inscrits       | Inscrits          | Inscrits       | 5 918        | 100,00       | 5 918       | 100,00      |
| Abstentions    | Abstentions       | Abstentions    | 3 060        | 51,71        | 2 833       | 47,88       |
| Votants        | Votants           | Votants        | 2 858        | 48,29        | 3 084       | 52,12       |
| Blancs et nuls | Blancs et nuls    | Blancs et nuls | 52           | 1,82         | 142         | 4,60        |
| Exprimés       | Exprimés          | Exprimés       | 2 806        | 98,18        | 2 942       | 95,40       |

*sortant

### Canton de La Ravoire
| Candidats      | Candidats          | Étiquette      | Premier tour | Premier tour | Second tour | Second tour |
| Candidats      | Candidats          | Étiquette      | Voix         | %            | Voix        | %           |
| -------------- | ------------------ | -------------- | ------------ | ------------ | ----------- | ----------- |
|                | Jean-Marc Léoutre* | DVD            | 1 651        | 27,20        | 3 003       | 47,91       |
|                | Robert Gardette    | PS             | 1 466        | 24,16        | 3 265       | 52,09       |
|                | Gilles Rayé        | EÉLV           | 1 053        | 17,35        |             |             |
|                | David Dubonnet     | DVD            | 819          | 13,49        |             |             |
|                | Jean Pollier       | NC             | 658          | 10,84        |             |             |
|                | Ana Baabaa         | FG (PCF)       | 422          | 6,95         |             |             |
|                |                    |                |              |              |             |             |
| Inscrits       | Inscrits           | Inscrits       | 15 217       | 100,00       | 15 217      | 100,00      |
| Abstentions    | Abstentions        | Abstentions    | 8 977        | 58,99        | 8 610       | 56,58       |
| Votants        | Votants            | Votants        | 6 240        | 41,01        | 6 607       | 43,42       |
| Blancs et nuls | Blancs et nuls     | Blancs et nuls | 171          | 2,74         | 339         | 5,13        |
| Exprimés       | Exprimés           | Exprimés       | 6 096        | 97,26        | 6 268       | 94,87       |

*sortant

### Canton de Lanslebourg-Mont-Cenis
| Candidats      | Candidats       | Étiquette      | Premier tour | Premier tour | Second tour | Second tour |
| Candidats      | Candidats       | Étiquette      | Voix         | %            | Voix        | %           |
| -------------- | --------------- | -------------- | ------------ | ------------ | ----------- | ----------- |
|                | Patrick Debore  | SE             | 481          | 38,36        | 737         | 47,55       |
|                | Rozenn Hars*    | UMP            | 479          | 38,20        | 813         | 52,45       |
|                | François Chemin | PS             | 188          | 14,99        |             |             |
|                | Jean Blanc      | EÉLV           | 106          | 8,45         |             |             |
|                |                 |                |              |              |             |             |
| Inscrits       | Inscrits        | Inscrits       | 2 511        | 100,00       | 2 495       | 100,00      |
| Abstentions    | Abstentions     | Abstentions    | 1 192        | 47,47        | 884         | 35,44       |
| Votants        | Votants         | Votants        | 1 319        | 52,53        | 1 611       | 64,56       |
| Blancs et nuls | Blancs et nuls  | Blancs et nuls | 65           | 4,93         | 61          | 3,79        |
| Exprimés       | Exprimés        | Exprimés       | 1 254        | 95,07        | 1 550       | 96,21       |

*sortante

### Canton de Montmélian
| Candidats      | Candidats         | Étiquette      | Premier tour | Premier tour | Second tour | Second tour |
| Candidats      | Candidats         | Étiquette      | Voix         | %            | Voix        | %           |
| -------------- | ----------------- | -------------- | ------------ | ------------ | ----------- | ----------- |
|                | Béatrice Santais* | PS             | 2 183        | 46,03        | 2 850       | 65,22       |
|                | Michel Chapelle   | DVD            | 976          | 20,58        | 1 520       | 34,78       |
|                | Nadine Garcin     | FN             | 810          | 17,08        |             |             |
|                | Noël Communod     | EÉLV (MRS)     | 511          | 10,77        |             |             |
|                | Aurélien Le Corre | FG (PG)        | 263          | 5,55         |             |             |
|                |                   |                |              |              |             |             |
| Inscrits       | Inscrits          | Inscrits       | 10 516       | 100,00       | 10 502      | 100,00      |
| Abstentions    | Abstentions       | Abstentions    | 5 678        | 53,99        | 5 851       | 55,72       |
| Votants        | Votants           | Votants        | 4 838        | 46,01        | 4 651       | 44,28       |
| Blancs et nuls | Blancs et nuls    | Blancs et nuls | 95           | 1,96         | 281         | 6,05        |
| Exprimés       | Exprimés          | Exprimés       | 4 743        | 98,04        | 4 370       | 93,95       |

*sortante

### Canton du Pont-de-Beauvoisin
| Candidats      | Candidats            | Étiquette      | Premier tour | Premier tour | Second tour | Second tour |
| Candidats      | Candidats            | Étiquette      | Voix         | %            | Voix        | %           |
| -------------- | -------------------- | -------------- | ------------ | ------------ | ----------- | ----------- |
|                | Gilbert Guigue       | DVD            | 825          | 25,72        | 1 882       | 66,67       |
|                | Véronique Drapeau    | FN             | 567          | 17,67        | 941         | 33,33       |
|                | Danièle Somveille    | PS             | 543          | 16,93        |             |             |
|                | Bernadette Jargot    | EÉLV           | 363          | 11,32        |             |             |
|                | Stéphanie Cresciucci | MoDem          | 369          | 11,50        |             |             |
|                | Philippe Vittoz      | SE             | 318          | 9,91         |             |             |
|                | Marylène Tardy       | FG (PCF)       | 223          | 6,95         |             |             |
|                |                      |                |              |              |             |             |
| Inscrits       | Inscrits             | Inscrits       | 6 965        | 100,00       | 7 066       | 100,00      |
| Abstentions    | Abstentions          | Abstentions    | 3 670        | 52,69        | 3 883       | 54,96       |
| Votants        | Votants              | Votants        | 3 295        | 47,31        | 3 183       | 45,04       |
| Blancs et nuls | Blancs et nuls       | Blancs et nuls | 87           | 2,64         | 360         | 11,32       |
| Exprimés       | Exprimés             | Exprimés       | 3 208        | 97,36        | 2 823       | 88,68       |

### Canton de Saint-Michel-de-Maurienne
| Candidats      | Candidats            | Étiquette      | Premier tour | Premier tour |
| Candidats      | Candidats            | Étiquette      | Voix         | %            |
| -------------- | -------------------- | -------------- | ------------ | ------------ |
|                | Jean-Michel Gallioz* | DVG            | 1 295        | 66,96        |
|                | Eric Abplanalp       | FN             | 460          | 23,78        |
|                | André Dufour         | FG (PCF)       | 179          | 9,26         |
|                |                      |                |              |              |
| Inscrits       | Inscrits             | Inscrits       | 4 649        | 100,00       |
| Abstentions    | Abstentions          | Abstentions    | 2 608        | 56,10        |
| Votants        | Votants              | Votants        | 2 041        | 43,90        |
| Blancs et nuls | Blancs et nuls       | Blancs et nuls | 107          | 5,24         |
| Exprimés       | Exprimés             | Exprimés       | 1 934        | 94,76        |

*sortant

### Canton de Yenne
| Candidats      | Candidats         | Étiquette      | Premier tour | Premier tour | Second tour | Second tour |
| Candidats      | Candidats         | Étiquette      | Voix         | %            | Voix        | %           |
| -------------- | ----------------- | -------------- | ------------ | ------------ | ----------- | ----------- |
|                | René Padernoz     | EÉLV           | 868          | 31,64        | 1 669       | 57,43       |
|                | Maurice Michaud*  | DVD            | 876          | 31,94        | 1 237       | 42,57       |
|                | André Bauer       | FN             | 350          | 12,76        |             |             |
|                | Jean-Paul Gandin  | DVG            | 302          | 11,01        |             |             |
|                | Anita Boishardy   | DVD            | 240          | 8,75         |             |             |
|                | Philippe Mantello | FG (PG)        | 107          | 3,90         |             |             |
|                |                   |                |              |              |             |             |
| Inscrits       | Inscrits          | Inscrits       | 5 251        | 100,00       | 5 251       | 100,00      |
| Abstentions    | Abstentions       | Abstentions    | 2 452        | 57,88        | 2 238       | 42,62       |
| Votants        | Votants           | Votants        | 2 799        | 42,12        | 3 013       | 57,38       |
| Blancs et nuls | Blancs et nuls    | Blancs et nuls | 56           | 4,46         | 107         | 3,55        |
| Exprimés       | Exprimés          | Exprimés       | 2 743        | 95,54        | 2 906       | 96,45       |

*sortant